# ゲーテ街道

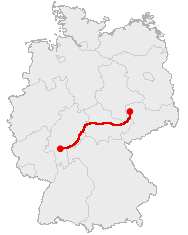
ゲーテ街道のルート・マップ

ゲーテ街道（ゲーテかいどう、Goethestraße）は、ドイツの文豪ゲーテの足跡をたどるドイツ観光街道。ゲーテの生地フランクフルトから終焉の地であるヴァイマルを経由し、学生時代を過ごした街ライプツィヒにいたる全長約400kmの街道。かつては東西ドイツの壁に阻まれ往来することが困難であったが、ドイツ統合により観光街道として整備された。起点がドイツの空の玄関とも言うべきフランクフルト、終点がやはり空港を備えた大都市のライプツィヒで、交通の便がよいことから、近年特に人気が高まっている観光街道である。

## 行程（主な観光地）

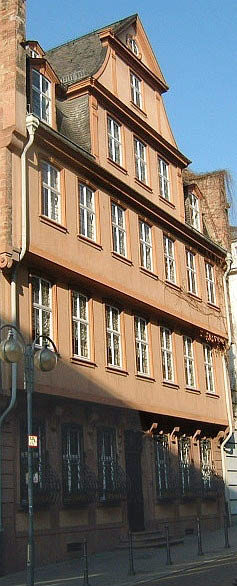
フランクフルト：ゲーテ・ハウス

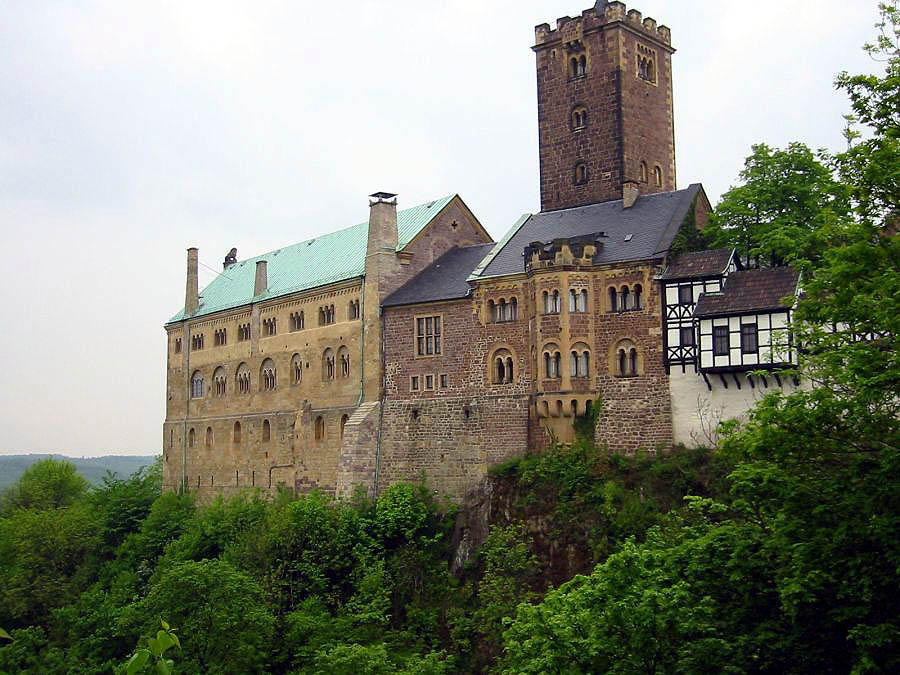
ヴァルトブルク城

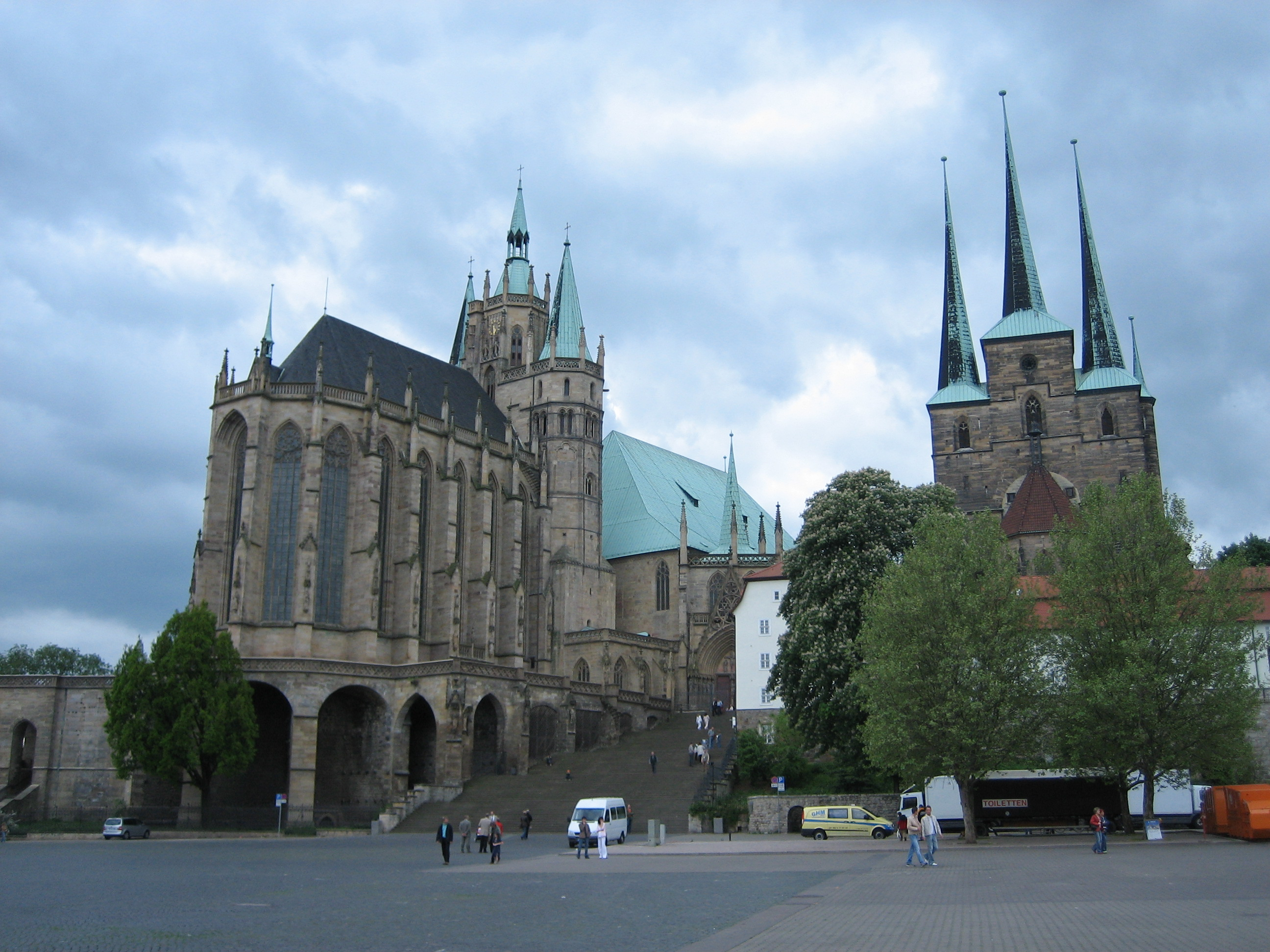
エアフルト：大聖堂と聖セヴェリ教会

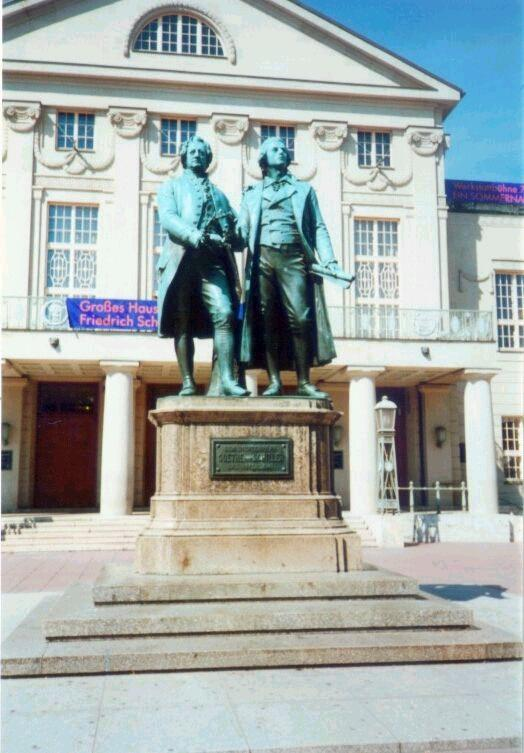
ヴァイマル：国民劇場前のゲーテとシラーの像

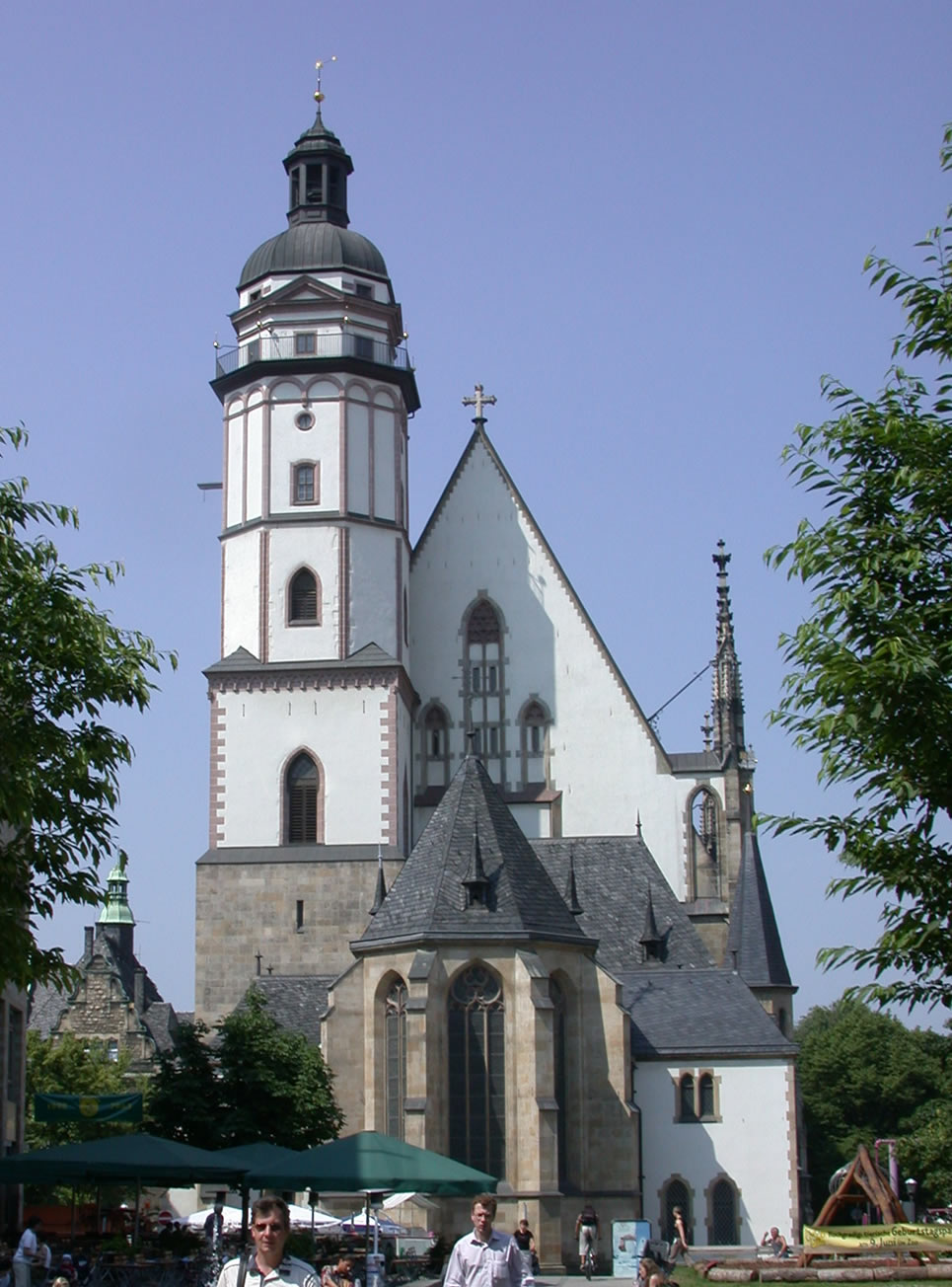
ライプツィヒ：聖トーマス教会

フランクフルト (Frankfurt am Main)
フランクフルトはドイツ屈指の大都市で、ドイツのみならずヨーロッパの経済、交通の中心的な都市である。一方で歴史的建造物も第二次大戦後の灰燼の中から復元され、旧市街地のレーマー広場、神聖ローマ帝国皇帝の選挙や戴冠式の会場となった大聖堂など見所は多い。ゲーテの生家はレーマー広場から200mほどの位置にある。またゲーテ・ハウスに隣接してゲーテ博物館が設けられている。
ゲーテ街道は東に向かい、ハーナウ、シュタイナウ、フルダを経由するが、街道とは別に北に向かい『若きウェルテルの悩み』の舞台ともなったヴェッツラーを経由してアイゼナハに向かうゲーテ・ファンも多い。
ハーナウ (Hanau)、シュタイナウ (Steinau am Straße)
この2つの街はグリム兄弟とのゆかりが深い町で、ドイツ・メルヘン街道にも属している。ハーナウのマルクト広場にはグリム兄弟の銅像があり、シュタイナウにはグリム記念館がある。また、シュタイナウはドイツ木組みの家街道にも属しており、木組みの美しい民家を見ることができる。メルヘン街道と木組み建築街道はシュタイナウから北へ進み、ゲーテ街道は北東へ向かう。
フルダ (Fulda)
聖ボニファティウスが建立した修道院から発展した街。大聖堂、領主の居城などのバロック建築が多い。ゲーテは旅の途中でこの街に宿をとるのを常としており、この宿は現在もホテルとして営業している。
アイゼナハ (Eisenach)
テューリンゲン地方を代表する観光都市。作曲家ヨハン・ゼバスティアン・バッハ（大バッハ）の生地であり、マルティン・ルターが学んだ地である。市内中心部にあるゲオルク教会は国外追放令を受けたルターが説教を行い、大バッハが洗礼を受けた記念的建造物である。また、バッハ記念館やルターが下宿していたルター・ハウスなどが人気。
アイゼナハのすぐ南にはユネスコの世界遺産にも登録されている山城ヴァルトブルク城がある。ワーグナーの楽劇『タンホイザー』の舞台となった歌合戦の広間、ルターが新約聖書のドイツ語翻訳を行ったルターの小屋、壮麗な祝宴の広間、眼下に広がるテューリンゲンの森など見所は多い。
エアフルト (Erfurt)
テューリンゲン州の首都。1808年、ヨーロッパ会議のためにこの街に入ったナポレオンは、州長官官邸にゲーテを招いて謁見した。この官邸の近くには、ゲーテやシラー、フンボルト兄弟らが集ったサロンとなっていたダッヘレーデン邸が遺されている。ヨーロッパ会議が行われたカイザーホールも現存している。このホールは多目的ホールで、数多くの芝居や音楽作品が初演された場所としても有名である。
エアフルトは、また80近くの教会を持つ街であり、中心地の丘の上に並び立つ大聖堂と聖セヴェリ教会やルターが修行したアウグスティーナー修道院教会など、教会の見所も多い。
ヴァイマル (Weimar)
1775年、ゲーテはカール・アウグスト公爵に招かれヴァイマルに移り、以後生涯の大半をこの地で過ごした。ヴァイマル公国は、図書館や宮廷劇場を市民に開放するなど積極的な文化政策を進め、小国ながらドイツにおける文化的中心となっていた。領主城館はゲーテがこの街に来る前年に焼失しており、現在の建物はゲーテの時代に建てられたものである。ゲーテは市街の東の外れにある公園にガルテン・ハウスという家を与えられ住んでいたが、1782年に新たな邸宅を市内に与えられ、亡くなるまでここに住んだ。この屋敷は現在も保管され公開されている。ゲーテがイェーナ大学に招いたシラーもヴァイマルに家を構えており、亡くなるまでの数年を過ごしている。ゲーテとシラーの銅像が国民劇場の前に建っているが、この国民劇場は、ゲーテが劇場監督を務め、シラーの作品を多く上演した劇場であり、後にはフランツ・リストやリヒャルト・シュトラウスが音楽監督を務めた劇場でもある。「ヴァイマル憲法」として知られているヴァイマル共和国の憲法が採択されたのもこの劇場であった。ヴァイマルの南郊にはゲーテやシラーの遺体が安置されたヴァイマル公家廟やさらに南にはベルヴェデーレ離宮がある。この街は「古典主義の都ヴァイマル」としてユネスコの世界遺産に登録されている。
イェーナ (Jena)
古い大学の街で、ゲーテが文部行政に腕をふるった当時には、彼自身が招聘したシラーの他に、ヘーゲル、フィヒテ、シェリング、ショーペンハウエルらが教授として名を連ねている。イェーナはまた、カール・ツァイスの工場を擁する光学器械の街でもあり、ショッピング・アーケード内に最古のツァイス・プラネタリウムが展示されている。イェーナ郊外にはルードルシュタットやドルンブルクの古城群といった比較的知られていない古城があり、隠れた観光名所となっている。
ライプツィヒ (Leipzig)
1765〜68年にゲーテはライプツィヒ大学で学んでいる。ゲーテゆかりの居酒屋の前には『ファウスト』のファウスト博士とメフィストフェレスの銅像が建っている。しかし、ライプツィヒは作曲家メンデルスゾーンが生まれ、彼が再発見した大バッハが音楽監督兼カントールを務め、多くの優れた作曲家を輩出した音楽院を擁する音楽の都でもある。バッハの聖トーマス教会やメンデルスゾーンの生家が主要な観光名所となっている。

## 参考図書
- 小塩節、津田孝二　『ゲーテ街道を行く』（新潮社、1999年）　ISBN 4106020769